# Idaea osseatae
Idaea osseatae är en fjärilsart som beskrevs av Herrich-Schäffer 1840. Idaea osseatae ingår i släktet Idaea och familjen mätare. Inga underarter finns listade i Catalogue of Life.